# Csóka község
Csóka község (szerbül Општина Чока / Opština Čoka) Szerbia egyik községe, amely az Észak-bánsági körzet része. A Bánság északi részén fekszik, északon határos Törökkanizsa községgel, nyugaton a Tisza és Bácska határolja, délen Nagykikinda község, keleten pedig Románia. A község területe 321 km². 2002-ben a községben 13 835 lakos élt, a természetes szaporulat értéke pedig -11,5‰. A község nyolc településből áll, a székhelye Csóka városa.

## Települések
A községhez nyolc település tartozik (zárójelben a szerb név szerepel):
- Csóka (Чока / Čoka)
- Egyházaskér (Врбица / Vrbica)
- Feketetó (Црна Бара / Crna Bara)
- Hódegyháza (Јазово / Jazovo)
- Kanizsamonostor (Банатски Моноштор / Banatski Monoštor)
- Padé (Падеј / Padej)
- Szanád (Санад / Sanad)
- Tiszaszentmiklós (Остојићево / Ostojićevo)

## Etnikai megoszlás
A Bánság szerbiai részén ez az egyetlen község, amelyben a magyarok vannak abszolút többségben. Magyar többségű település Csóka, Egyházaskér, Hódegyháza, Kanizsamonostor és Padé. Szerb többségűek Szanád és Tiszaszentmiklós. Feketetó relatív magyar többségű.
- magyarok 7133 (51,56%)
- szerbek 5205 (37,63%)
- cigányok 337 (2,43%)
- jugoszlávok 228 (1,64%)
- szlovákok 201 (1,45%)

## Oktatás
A 2024/25-ös év általános iskolai statisztikája. 
| Iskola neve         | Helység              | Diákok száma | Magyarul tanul | %      |
| Jovan Popovic       | Csóka                | 209          | 98             | 46,9%  |
| Jovan Popovic       | Feketetó/Egyházaskér | 14           | 4              | 28,6%  |
| Jovan Popovic       | Szanád               | 57           | 0              | 0,0%   |
| Szervó Mihály       | Pádé                 | 108          | 64             | 59,3%  |
| Dr. Tihomir Ostojic | Tiszaszentmiklós     | 119          | 23             | 19,3%  |
| Dr. Tihomir Ostojic | Hódegyháza           | 53           | 53             | 100,0% |
| Összesen            | Csóka község         | 560          | 242            | 43,2%  |